# 마리아 힐
마리아 힐(영어: Maria Hill)은 마블 코믹스의 등장인물로, 닉 퓨리의 뒤를 이어 S.H.I.E.L.D.의 국장이 된 인물이다. 2005년 3월 《뉴 어벤저스》 4호에 처음 등장했고, 브라이언 마이클 벤디스와 데이비드 핀치가 공동 창작하였다.

## 담당 배우

### 영화
- 어벤져스(2012) - 코비 스멀더스
  - 캡틴 아메리카: 윈터 솔져(2014) - 코비 스멀더스
  - 어벤져스: 에이지 오브 울트론(2015) - 코비 스멀더스
  - 어벤져스: 인피니티 워(2018) - 코비 스멀더스
- 스파이더맨: 파 프롬 홈(2019) - 코비 스멀더스

### TV 드라마
- 에이전트 오브 쉴드 - 코비 스멀더스

## 담당 성우

### TV 애니메이션
- 아이언맨: 아머드 어드벤처(2009) - 태비사 세인트저메인
- 어벤저스: 지구 최강의 영웅들(2010) - 캐리 우러
- 디스크 전사 어벤저스(2014) - 와타나베 아케노

### OVA
- 어벤저스 컨피덴셜: 퍼니셔 & 블랙 위도우(2014) - 미나가와 준코(일본어), 카리 월그렌(영어)

### 비디오 게임
- 마블 얼티밋 얼라이언스 2(2009) - 마거릿 이즐리
- 마블 히어로즈(2013) - 캐리 우러
- 레고 마블 슈퍼 히어로즈(2013) - 대니엘 니컬렛
- 레고 마블 어벤저스(2016) - 코비 스멀더스